# 濕海
湿海（拉丁語：Mare Humorum）是位于月球正面西南部的一座月海，平均直径370公里（最大超过400公里），其月面坐标 24°30′S 38°36′W / 24.5°S 38.6°W。
湿海很明显坐落在一座撞击盆地内，同其他月海一样，其外观大致圆形，中央有一质量瘤；月海东部延伸着一系列平行皱岭，沿边缘分布有众多类似地堑的月溪。它的东北与风暴洋相连，东面及东南一系列狭长、破碎的高地将它与云海和疫沼分隔开来。

## 命名

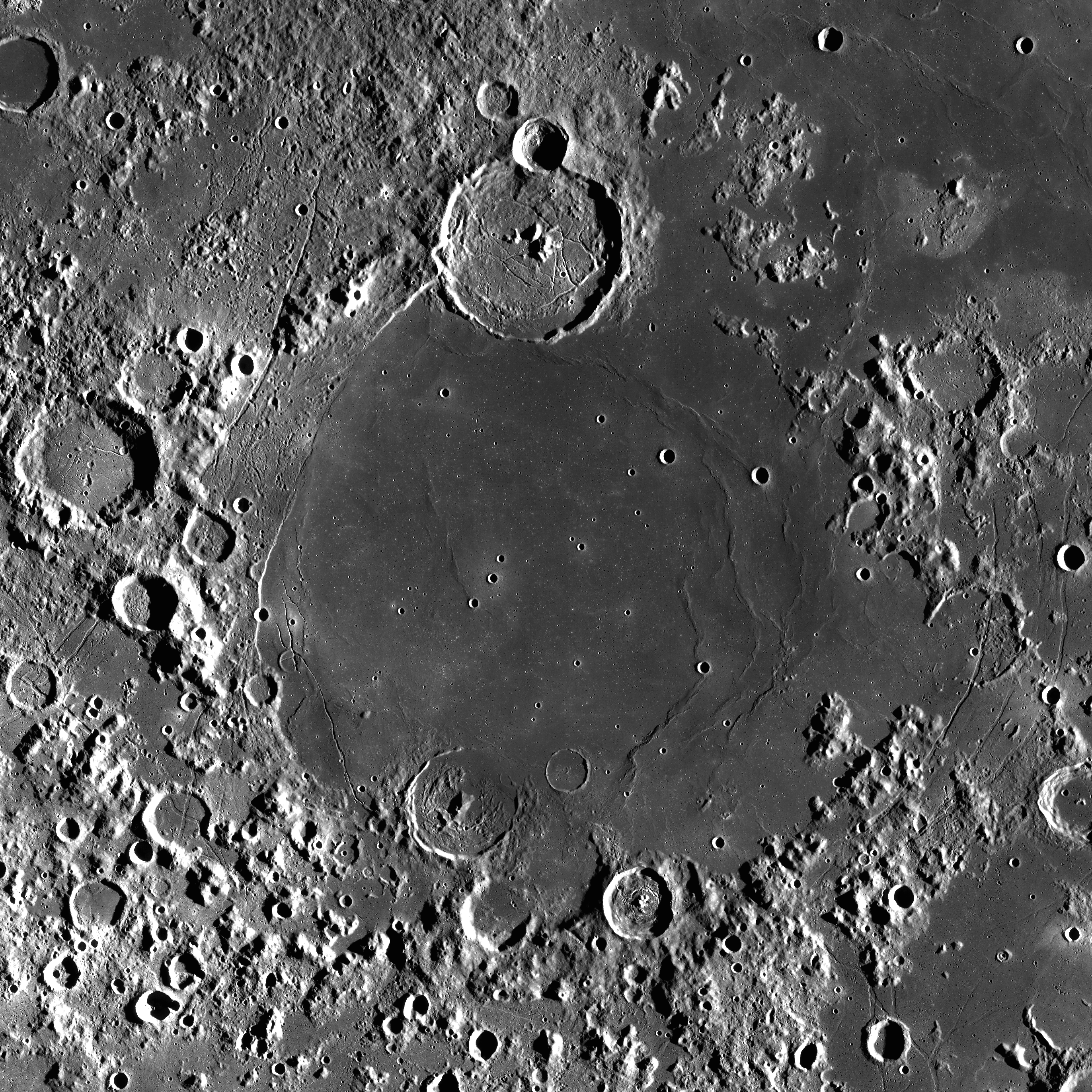
月球勘测轨道飞行器拍摄的湿海

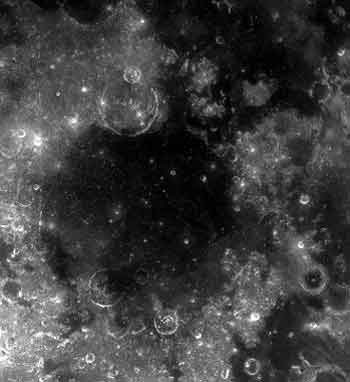
湿海，有多个出口连接到北面的风暴洋。月海北部较大的陨石坑是伽桑狄环形山；位于盆地西南边缘上的是多佩尔迈尔环形山；从月海东南侧向内突出的浅灰色区则是开尔文岬。

该月海的现代名，就像大多数的月海一样，都是由乔瓦尼·巴蒂斯塔·里乔利在1651年提出的。它（以及月球正面西半部的其他月海名）与多云天气有关，这也许反映了当时人们认为月亮对天气有影响的观念，该名称在1935年被国际天文联合会批准接受。
古代其他的月面学家对该月海有不同称呼，十七世纪三十年代，皮埃尔·伽桑狄赋予的拉丁名字为“安提卡斯比亚”（Anticaspia），因为它在月亮上正位于“提卡斯比亚”（现在的危海）斜对面；1645年，米迦勒·弗洛伦特·范·朗伦称它为“威尼斯海”（Mare Venetum）；而1647年波兰天文学家约翰·赫维留则以埃及潟湖（现在的“巴达维尔”）之名命名它为“西尔博尼斯湾”（Sinus Sirbonis）。

## 描述
湿海撞击盆地的主环直径估计有820公里，内环直径约440公里，还可依稀追踪到另两个环迹（直径570公里和320公里），但不太确定。月海本身主要位于440公里的环内，然而，在西面它并没有抵达盆地边缘，而东边却已超出边界。在月海下方隐藏有一个大质量瘤，1968年，美国五艘月球轨道飞船的多普勒跟踪仪在湿海中央探测到了一个质量瘤或重力场。后来的轨道飞行器如：月球探勘者和圣杯号探测器等都确认并精确地测绘了该质量瘤。

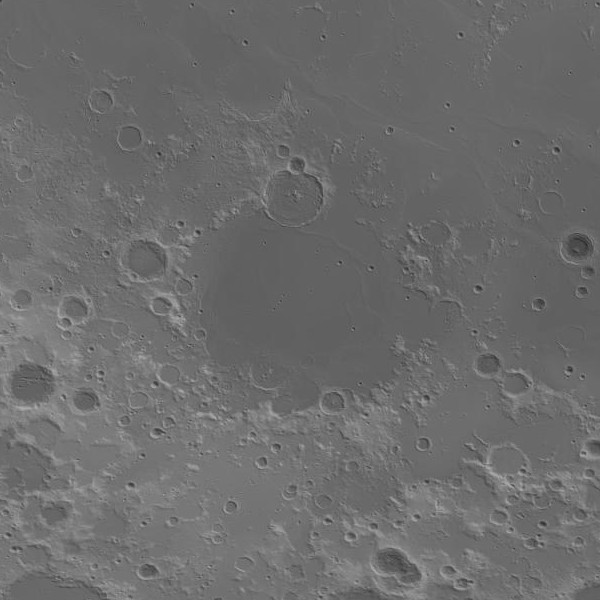
湿海地形图
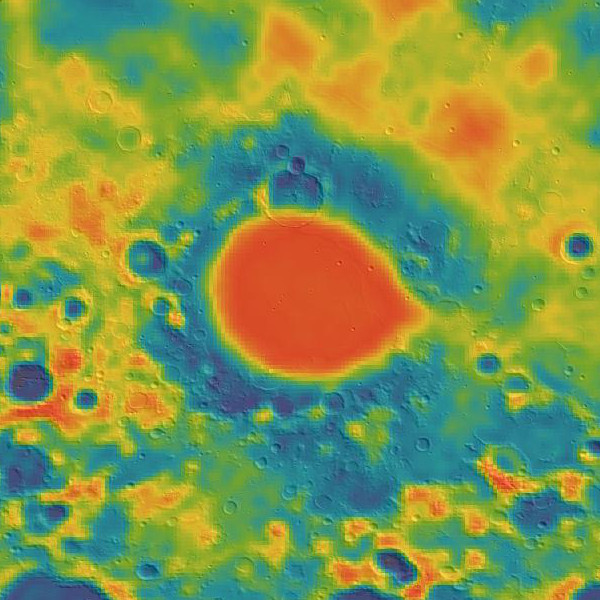
根据圣杯号飞船数据测绘的重力图

湿海盆地四周地表，虽然大部分都在陨石的轰击下已严重毁坏，但仍可依稀看到它的喷出物和次级撞击坑，所分布的岩石以维泰洛陨石坑的名字被称作“维泰洛地层”，在周边清晰可见。
根据测量半埋的撞击坑，湿海中熔岩的厚度，从边缘往中心越益变厚，其最大厚度不小于2公里，但可能也不会超过2.5-3.0公里。月海高度低于月表参考水平面2.1-2.6公里以下，与邻近的云海类似，但比相接壤的风暴洋区低几百米。
湿海并非阿波罗计划的采样区，所以，其精确地质龄尚未被确定。但地质测绘表明，它的地质年龄介于雨海和酒海盆地之间，约为39亿年，而月海本身的熔岩覆盖层则更年轻：根据撞击坑计数结果，不同地点的地质年龄约在31-39亿年内（早雨海世）不等，而邻近的“伽桑狄 A”坑年龄却只有29亿年，有迹象表明，月海中的某些地方已被来自风暴洋溢出的熔岩淹没了。

## 表面特征
沿湿海边缘，部分地层相当破碎并形成了一道道峭壁：西侧是李比希断崖、东南有开尔文断崖，它的对面是伸入月海中的开尔文岬。月海中的弧形特征-皱岭，虽然在其他地方也发现了单独的皱岭，但主要仅集中于东半侧，直到2016年前，它们都仍然未被命名。环月海的地堑主要位于边界之外，其中东面有西帕路斯月溪（Rimae Hippalus）、东北为梅森月溪（Rimae Mersenius），靠近月海还有一些更小更不规则的月溪系统如：西侧的德·加斯帕里斯月溪（Rimae de Gasparis）、西南的帕尔米耶里月溪（Rimae Palmieri）以及位于北岸伽桑狄环形山内的伽桑狄月溪（Rimae Gassendi），另外在月海西部还分布着多佩尔迈尔月溪（Rimae Doppelmayer）。
湿海的南面坐落了几乎被熔岩掩埋的皮瑟陨石坑（25公里）、北岸横跨了直径111公里的伽桑狄环形山，其坑底沟壑交错，仅小部分地区被熔岩淹没。月海边缘区其它部分被淹没的陨坑还有多佩尔迈尔环形山（65公里） 、西帕路斯环形山（57公里）、李陨石坑（41公里）和洛威陨石坑（22公里）。此外，靠近月海的还有梅森环形山（85公里）、李比希陨石坑（40公里）、德·加斯帕里斯陨石坑（31公里）、帕尔米耶里陨石坑（40公里）、维泰洛陨石坑（43公里）、敦桑陨石坑（15公里）、阿伽撒尔基德斯环形山（52公里）以及无数的其它无名坑和卫星坑。
湿海及它沿岸有数处被幽暗的火山碎屑岩（很像是火山爆发或岩浆喷泉喷发抛射的含铁火山玻璃）所覆盖 。其中最大二处分别位于月海南岸、靠近多佩尔迈尔环形山东侧边缘将近2600平方公里的区域和西南部包含多佩尔迈尔月溪在内的1500平方公里区。但后者东部覆盖的月海熔岩更年轻、色泽更浅，在15公里范围内的月溪主干区，其火山碎屑岩厚度超过10米，可能来自火山喷发，但截至2009年，有关多佩尔迈尔环形山附近此类岩石的来源仍无正式定论。